# Microsoap
Microsoap (Microsoap) è una sit-com per bambini scritta da Mark Haddon e co-prodotta dalla BBC e da Disney Channel UK. Sono stati prodotti 26 episodi, distribuiti in quattro stagioni e trasmessi dal 1998 al 2000. Il produttore per tutti gli episodi è Andy Rowley. La regia è di Juliet May, Baz Taylor e Graeme Harper.
La storia ruota sulla vita di Joe ed Emily Parker, fratello e sorella. La serie inizia col divorzio dei loro genitori, Colin e Jane, che decidono che il loro matrimonio non ha funzionato. Loro non vogliono creare difficoltà ai figli, quindi rimangono amici. Jane inizia a vedere un carpentiere di nome Roger, un single genitore di tre bambini, David, Felicity e Robbie. Essi vanno nella casa accanto, e Roger bussa sul muro di una grande casa. Nel frattempo, Colin vede Jennifer, il consulente matrimoniale che lui e Jane avevano interpellato. Questo forma lo sfondo per ogni episodio della serie, che ha come protagonisti Suzanne Burden, Paul Terry, Jeff Rawle e Rebecca Hunter.

## Personaggi e interpreti
- Joe Parker (stagioni 1-4), interpretato da Paul Terry, doppiato da Alessia Amendola.
- Emily Parker (stagioni 1-4), interpretata da Rebecca Hunter, doppiata da Perla Liberatori.
- Jane Parker (stagioni 1-4), interpretata da Suzanne Burden, doppiata da Antonella Rendina.
- Roger Smart (stagioni 1-4), interpretato da Ivan Kaye, doppiato da Roberto Stocchi.
- David Smart (stagioni 1-4), interpretato da Ryan Cartwright, doppiato da Mirko Savone.
- Felicity Smart (stagioni 1-4), interpretata da Lucy Evans, doppiata da Letizia Ciampa.
- Robbie Smart (stagioni 1-4), interpretato da Albey Brookes, doppiato da Tatiana Dessi.
- Colin Parker (stagioni 1-4), interpretato da Jeff Rawle, doppiato da (N/D).
- Jennifer Parker (stagioni 1-4), interpretata da Lou Gish, doppiata da (N/D).
- Jim (stagioni 1-4), interpretato da Scott Hickman, doppiato da Alessio De Filippis.
- Toby (stagioni 1-4), interpretato da Stephen Geller, doppiato da (N/D).
- Lisa (stagioni 1-4), interpretata da Shauna Shim, doppiata da (N/D).
- Pogo (stagioni 1-4), interpretata da Sarah Mogg, doppiata da (N/D).

## Libri
Seguendo il successo della prima stagione, due romanzi sono stati pubblicati nel Regno Unito nel 1999. Entrambi sono basati sulla sceneggiatura di Mark Haddon, riscritta da Stephen Cole e illustrata da Philip Thompson e Atholl McDonald. Sono stati pubblicati da BBC Books e sono entrambi completamente approvati dalla BBC e da Disney Channel.
- "My Dad Is An Armed Robber" - ISBN 0-563-55618-8, dagli episodi 1x01 e 1x02.
- "Lodgers From Hell" - ISBN 0-563-55619-6, dagli episodi 1x03 e 1x04.

I romanzi sono scritti in prima persona, con Emily e Joe in questo ruolo di narratori. Lo scambio tra i due è sempre significato da un cambio del carattere.